# Buonalbergo
Buonalbergo (Bonoprièvolë in dialetto locale) è un comune italiano di 1 484 abitanti della provincia di Benevento in Campania.

## Geografia fisica
Buonalbergo sorge sul ripido fianco del monte San Silvestro, nei pressi del vallone che dal colle detto monte Chiodo scende nella valle del Miscano.
Il suo territorio è compreso tra un'altitudine di 222 e 863 m s.l.m., pari ad un'escursione altimetrica di 641 m.
Superficie agricola utilizzata (dato aggiornato all'anno 2000) in ettari (ha) 1552,88.

## Storia
Si ritiene che Buonalbergo sia stata fondata da alcuni profughi degli antichi villaggi di Mondingo, Pescolatro e Faiella distrutti dai Barbari. Tali profughi ospitati dai Cenobiti della vicina chiesa di Santa Maria, sorta sulle rovine di un tempio pagano, avrebbero chiamato quel luogo  Alibergo.
Ciò poté avvenire verso il 1000, poiché nella prima metà di questo secolo trovasi per la prima volta mentovato un Gerardo de Bonne Herberg, primo signore normanno dell'antica contea di Ariano.
Egli vien detto il Gran Conte e fu il primo a chiamare Roberto il Normanno con il soprannome di Guiscardo e gli diede in moglie la propria zia Alberada.
Sotto gli Angioini quella contea fu frantumata in pena per aver parteggiato con gli Svevi.
Sotto gli Svevi fece parte del giustizierato di Principato Ultra, quindi passò successivamente ai Baroni di Tocco, ai Mansella, ai Macedonio, ai De Sabran, ai Guevara, agli Spinelli col titolo di marchesi (1623) ed ai Coscia.
Il paese prima sorgeva a valle, poi per essere stato danneggiato da una frana fu riedificato in alto verso il 1525.
Nel quadriennio 1743-46 il suo territorio fu soggetto alla competenza territoriale del regio consolato di commercio di Ariano nell'ambito della provincia di Principato Ultra; in seguito, al tempo del 
divisione amministrativa regno delle Due Sicilie, fu aggregato circondario di Paduli del distretto di Ariano nella stessa provincia di Principato Ultra.
Oggi il paese è strutturato in tre parti, una sorta di ferro di cavallo che avvolge il centro storico con le punte rivolte verso il torrente Santo Spirito; dalla parte bassa troviamo in ordine il rione Terravecchia dove è concentrata l'attività amministrativa, il rione Casale centro spirituale del paese nonché zona storicamente più importante ed infine Santjanni, zona commerciale del paese.

### Simboli
Lo stemma e il gonfalone del comune di Buonalbergo sono stati concessi con decreto del presidente della Repubblica del 6 ottobre 2003.
Il gonfalone è un drappo di giallo con la bordatura di azzurro.

## Monumenti e luoghi d'interesse
- Ponte delle Chianche e materiale archeologico della via Traiana

Il ponte delle Chianche il ponte romano meglio conservato lungo il percorso della via Traiana. Consisteva di sei arcate, di cui rimangono tre originali ed una ricostruita. Nei suoi pressi è stato rinvenuto il miliario XIIII della strada, oggi conservato nel cortile del palazzo municipale.
- Area archeologica e taverna di Monte Chiodo

Monte Chiodo è una collina dietro il centro abitato di Buonalbergo su cui sorse un centro abitato preromano, talvolta identificato con la città sannitica di Cluvia. Esso fu seguito dall'abitato di Montegiove il quale, fondato nel VI secolo, fu poi distrutto nel 1122. La collina ha restituito notevoli reperti archeologici relativi ai due insediamenti. Ai suoi piedi passa il tratturo Pescasseroli-Candela, e vi sorge una taverna per la sosta dei viaggiatori.
- Santuario della Madonna della Macchia

## Società

### Evoluzione demografica
Abitanti censiti

### Religione
Nel 1988 il comune di Buonalbergo è passato dalla diocesi di Ariano Irpino-Lacedonia all'arcidiocesi di Benevento.

## Infrastrutture e trasporti
Il comune è attraversato dalla strada statale 90 bis che consente i collegamenti con Benevento, Ariano Irpino e Foggia.

## Amministrazione
| Periodo          | Periodo          | Primo cittadino        | Partito                    | Carica  | Note |
| ---------------- | ---------------- | ---------------------- | -------------------------- | ------- | ---- |
| 2 luglio 1988    | 28 gennaio 1990  | Gabriele Marinaro      | Movimento Sociale Italiano | Sindaco |      |
| 7 giugno 1993    | 28 aprile 1997   | Gabriele Marinaro      | Movimento Sociale Italiano | Sindaco |      |
| 28 aprile 1997   | 14 maggio 2001   | Gabriele Marinaro      | Alleanza Nazionale         | Sindaco |      |
| 14 maggio 2001   | 16 maggio 2011   | Ferdinando D'Aloia     | Alleanza Nazionale         | Sindaco |      |
| 16 maggio 2011   | 4 giugno 2016    | Igino Miele            | lista civica               | Sindaco |      |
| 5 giugno 2016    | 21 dicembre 2021 | Michelantonio Panarese | lista civica               | Sindaco |      |
| 21 dicembre 2021 | 12 giugno 2022   | Salvatore Guerra       | Commissario straordinario  | Sindaco |      |
| 12 giugno 2022   |                  | Michele Gambarota      | lista civica               | Sindaco |      |